# 何栻
何栻（1816年—1872年），字廉昉，又作蓮舫，號悔餘，江蘇常州府江陰縣人，清朝政治人物。

## 生平
道光二十五年（1845年）乙巳恩科進士，選庶吉士，散館授編修，咸豐六年（1856年）出為江西建昌府知府，因城陷奪職。後為曾國藩幕僚，頗得賞識。咸豐十一年（1861年）復為江西吉安府知府，同治元年（1862年）去職。
扬州东圈门壶园为其住宅。

## 家族
- 子：何彥昇，光緒十五年舉人，官至甘肅新疆巡撫。
- 孫：何震彝，光緒三十年進士，中華民國後任北洋政府教育部僉事。
- 孫：何晉彝